# 8560 Цубакі
8560 Цубакі (8560 Tsubaki) — астероїд головного поясу, відкритий 20 вересня 1995 року.
Тіссеранів параметр щодо Юпітера — 3,223.
Названо на честь Цубакі (яп. つばき(椿) цубакі).